# Helmut Zachau
Helmut Zachau (* 22. April 1948 in Hamburg) ist ein deutscher Pädagoge und Politiker. Er war Mitglied der Bremischen Bürgerschaft, (Bündnis 90/Die Grünen).   

## Biografie
Zachau studierte Pädagogik und war als Lehrer und dann bis 2011 als Schulleiter am Schulzentrum Walle in Bremen tätig.
Er ist Mitglied der Grünen. Für diese Partei war er von 1995 bis August 2000 in der 14. und 15. Wahlperiode fünf Jahre lang Mitglied der Bremischen Bürgerschaft und in der Bürgerschaft in verschiedenen Deputationen und Ausschüssen tätig (Bildung, Haushalt und Finanzen, Performa Nord). Er war von 1999 bis 2000 stellvertretender Fraktionsvorsitzender der Grünen. Er trat 2000 als Abgeordneter zurück, um als Schulleiter in Walle zu wirken.
Er ist Mitglied im Vorstand des Vereins Gesundheitstreffpunkt West in Bremen-Gröpelingen. Er war im Vorstand der Schulleitungsvereinigung Bremen (SLV-HB).